# He Fell in Love with His Wife
He Fell in Love with His Wife er en amerikansk stumfilm fra 1916 af William Desmond Taylor.

## Medvirkende
- Florence Rockwell som Alida Armstrong.
- Forrest Stanley som James Holcroft.
- Page Peters som Wilson Ostrom.
- Lydia Yeamans Titus som Bridget Malony.
- Howard Davies som Tom Watterly.